# Israel Carl Adam Lagerfelt
Israel Carl Adam Lagerfelt, född 25 november 1793 i Kärna församling, Östergötlands län, död 5 februari 1869 i Kärna församling, Östergötlands län, var en svensk friherre, kammarherre och hovmarskalk.

## Biografi
Israel Carl Adam Lagerfelt föddes 1793 på Lagerlunda i Kärna socken. Han var son till Israel Lagerfelt och Magdalena Sofia Falkenberg af Bålby. Lagerfelt blev 1807 student vid Uppsala universitet och avlade 1811 hovrättsexamen. Han blev 27 mars 1811 extra ordinarie kanlist i kammarexpeditionen. Samma år blev han extra ordinarie kanslist i justitiefördelningen av konungens kansli, samt auskultant i Svea hovrätt. Lagerfelt blev 19 maj 1813 kopist i kammarexpeditionen och 28 februari 1816 kanslist vid expeditionen. Han blev 1817 kammarjunkare och var kavaljer hos prinsessan Sofia Albertina. 11 maj 1818 blev han protokollssekreterare och tjänstgjorde 1823 som kammarherre hos prinsessan Sofia Albertina. Tog 23 mars 1823 avsked från tjänsten som protokollssekreterare med expetitionssekreterares fullmakt. Lagerfelt tjänstgjorde 7 maj 1827 som hovmarskalk hos prinsessan Sofia Albertina, fram till hennes död i april 1829. Han utnämndes 29 juni 1829 till RNO, 14 oktober 1844 till RCXIII:sO och 28 april 1859 till KVO. Lagerfelt avled 1869 på Lagerlunda i Kärna socken.
Lagerfelt var från 1836 till 1862 ledamot av Östergötlands läns hushållningssällskaps förvaltningsutskott och dess vice ordförande 1856–1858. Han blev 1862 hedersledamot av Östergötlands läns hushållningssällskap.

### Familj
Lagerfelt gifte sig 23 september 1828 på Näs i Bärbo socken med sin kusin, grevinnan Lovisa Wachtmeister af Johannishus (1801–1870), dotter av generalen Gustaf Wachtmeister af Johannishus och grevinnan Henrietta Elisabet Falkenberg af Bålby. De fick tillsammans barnen studenten Albert Israel Gustaf Lagerfelt (1829–1851) vid Uppsala universitet, Magdalena Sofia Henrietta Lovisa (1831–1922) som var gift med underlöjtnanten Carl Fredrin Adolf Sincalir, kabinettskammerherren Gustaf Lagerfelt (1832–1923) och Brita Charlotta Lagerfelt (1841–1913) som var gift med kammarherren Gustaf Johan Vilhelm Ehrenborgh.